# Festuca trichophylla
Festuca trichophylla là một loài thực vật có hoa trong họ Hòa thảo. Loài này được (Ducros, ex Gaud.) K.Richt. mô tả khoa học đầu tiên năm 1890.

## Hình ảnh

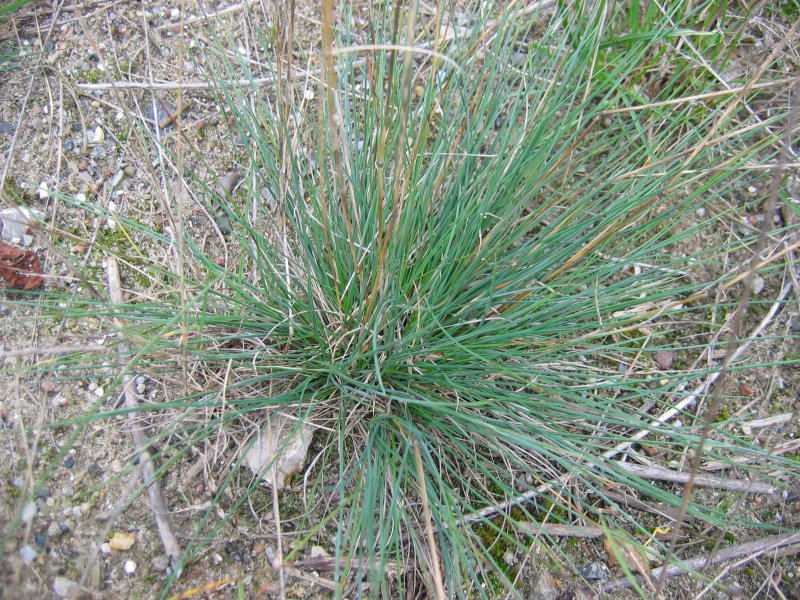